# Ahmed Zaki Yamani

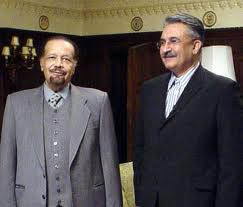
Yamani (links) 2004 in London

Ahmed Zaki Yamani (arabisch أحمد زكي يماني, DMG Aḥmad Zakī Yamānī; * 30. Juni 1930 in Mekka, Saudi-Arabien; † 23. Februar 2021 in London, Vereinigtes Königreich) war ein saudi-arabischer Politiker und Anwalt.

## Leben
Mit Abschlüssen von der New York University School of Law und der Harvard Law School sowie einem Doktorgrad der University of Exeter wurde Yamani 1958 Berater der saudischen Regierung.
Am 9. März 1962 wurde er der zweite Ölminister in der Geschichte Saudi-Arabiens, bis er am 5. Oktober 1986 von König Fahd entlassen wurde. Yamani war während seiner Amtszeit als Ölminister maßgeblich an den Aktivitäten der OPEC beteiligt, insbesondere auch am Ölembargo 1973. 1975 gehörte Yamani zu den Geiseln der OPEC-Geiselnahme.
Im März 1979 wurde er zum Ehrendoktor der Montanuniversität Leoben ernannt.

## Familiäres
Yamanis Tochter Mai Yamani (arabisch مي يماني), geboren 1956 in Kairo, ist eine auch in der westlichen Welt bekannte promovierte Sozialanthropologin.